# Estació de Roda de Berà
Roda de Berà és una estació de ferrocarril propietat d'adif situada a la població de Roda de Berà, a la comarca del Tarragonès, però allunyada del nucli urbà. L'estació es troba a la línia Barcelona-Vilanova-Valls i hi tenen parada trens de la línia R13 dels serveis regionals de Rodalies de Catalunya, operat per Renfe Operadora.
Aquesta estació de la línia de Vilanova i Valls es va posar en funcionament l'any 1883 quan va entrar en servei el tram construït per la Companyia dels Ferrocarrils de Valls a Vilanova i Barcelona (VVB) entre Calafell i Valls, un any més tard que l'obertura de la línia entre Vilanova i la Geltrú i Calafell. També enllaça amb la línia Roda de Berà - Reus, sent una estació amb certa importància fins que el 1992 es va tancar la línia a Reus.
Des de finals de 2006, al costat de l'estació, es troba el canviador d'ample de Roda de Berà on fins al febrer de 2008 els trens Alvia i Altaria accedien a la LAV Madrid-Barcelona.
L'any 2016 va registrar l'entrada de menys de 1.000 passatgers.
| Serveis regionals de Rodalies de Catalunya |        |       |             |                                                    |
| Procedència/Destinació                     | <      | Línia | >           | Procedència/Destinació                             |
| La Plana - Picamoixons Lleida Pirineus     | Salomó |       | Roda de Mar | Sant Vicenç de Calders Barcelona-Estació de França |